# Legió romana
La legió romana (del llatí legio, 'lleva') era la unitat militar bàsica de la Roma antiga. Consistia en 4.800 soldats d'infanteria i cavalleria, tot i que el nombre podia variar segons l'època o les necessitats concretes del moment. Cada legió tenia un nom i un número. Se n'han identificat cap a 50, tot i que mai n'hi van arribar a haver tantes simultàniament.

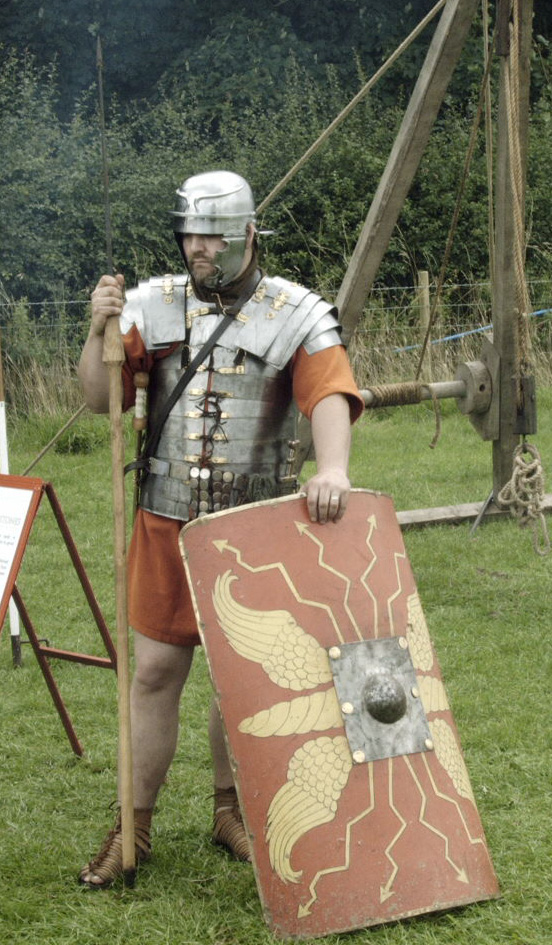
Recreació de l'aspecte d'un legionari romà amb pílum, lorica i escut (s. II).

## Història

### Monarquia

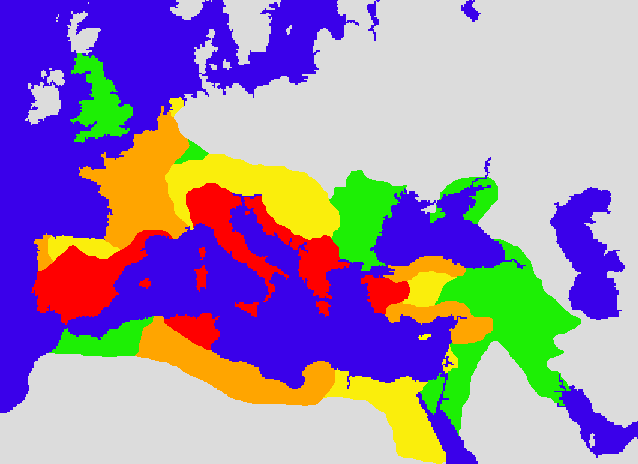
Mapa de l'Imperi Romà a l'any 133 aC (vermell), 44 aC (taronja), 14 dC (groc), i 117 dC (verd).

Segons la tradició, Roma fou fundada l'any 753 aC pel mític rei Ròmul. Després d'ell van venir sis reis més fins que, l'any 509 aC l'últim rei fou expulsat i es proclamà la República Romana. Durant aquest període, l'exèrcit romà es caracteritzà per una organització que imitava el model grec, sobretot després de les exitoses campanyes d'Alexandre el Gran.
En els primers temps de la monarquia però, l'exèrcit romà s'organitzava com la resta d'exèrcits de la cultura de Villanova. Aquests exèrcits eren, fonamentalment, exèrcits d'infanteria, ja que, en aquells temps, els habitants del centre d'Itàlia, dedicats al camp, no s'atrevien a embarcar-se per un mar infestat de pirates i de flotes massa poderoses. Formaven, en combat, en columnes d'homes que imitaven, vagament, la formació de les falanges gregues, però d'un mode poc acurat. I és que, en aquells primers temps, a l'exèrcit romà li mancava l'estratègia militar i la tàctica militar que més tard el feren famós. Eren un cos que es formava quan era necessari i es llicenciava quan deixava de ser-ho. No en sabem res, doncs, de les formacions exactes que es feien servir tant en combat com en marxa i de la logística dels temps de Ròmul i els seus primers successors i és més que probable que l'exèrcit romà encara no en tingués. L'única cosa que sabem del cert d'aquest primer exèrcit romà és que la unitat que després equivaldria a la legió es componia de 3.000 infants i 300 genets.
L'any 618 aC pujà al poder el rei etrusc Tarquini Prisc, el qual reformà l'exèrcit. La falange grega i l'hoplita passaren a ser la columna vertebral de l'exèrcit romà. Això romangué així fins a l'arribada de la República Romana. També és característic d'aquesta època la classificació de l'exèrcit en classes imitant la jerarquia social que feu el successor de Tarquí Prisc, Servi Tul·li. Les primeres classes eren les més riques i les que, per tant, es podien pagar un equipament millor, ja que en aquells temps no era l'Estat, sinó els ciutadans, qui es pagaven les armes, cosa que obligava a tenir en compte el poder adquisitiu dels ciutadans. La relació existent entre les classes i l'equipament que duien la podem veure a la següent taula:
| Classe   | Armament |
| Primera  | Escut circular (hoplon grec), elm cònic de bronze, gladius(espasa curta), pílum (javelina), corser i pectorals de bronze |
| Segona   | Escut ovalat, elm, gladius, pílum i pectorals de bronze                                                                  |
| Tercera  | Escut, elm, gladius i pílum                                                                                              |
| Quarta   | gladius i pílum |
| Cinquena | Fona |
| Sisena   | Els membres de la sisena classe, a causa de la seva pobresa, es veien eximits del servei militar                         |

### La república

#### Les primeres legions
L'expulsió de Tarquí el Superb, últim rei de Roma, provocà que gran part de la primera classe el seguís a l'exili, la qual cosa significà que el potencial militar de Roma es veiés disminuït. És per això que el Senat romà es va veure obligat a abandonar la falange grega i a adoptar una nova unitat militar bàsica: la legió. Naixia, amb aquest fet, l'estructura bàsica de l'exèrcit romà. Les noves legions se seguiren basant en la classificació de classes que feu Servi Tul·li, però amb petits canvis que reflectien la debilitat militar que patia Roma. L'armament de les noves legions era el mateix que empraven els pobles veïns a Roma i no el que s'emprava a Grècia, molt més avançada en aquests assumptes que no pas Itàlia.
No obstant això, les legions es mostraren aviat més eficaces que les falanges gregues perquè s'introduí un canvi revolucionari: les formacions de combat i la divisió de l'exèrcit en ordines o companyies, el precedent de les futures cohorts. Cada ordo estava formada per un maniple de cada classe i, aquests, consistien en dues centúries. Cada legió es formava de 15 ordines.
El maniple va ser una unitat de la legió romana, ideada durant les guerres Samnites per contrarestar les derrotes de les formacions d'hoplites.

##### Les primeres legions en combat
Aquest és un període del qual disposem de molta més informació, cosa que ens permet saber com eren les batalles d'aquestes primitives legions. La formació de combat de cada ordo era:
Accensi (membres de la cinquena classe)
Rorarii (membres de la quarta classe)
Triaris (membres de la tercera classe)
Principes (membres de la primera classe)
Hastats (membres de la segona classe)
Exèrcit enemic
Vegeu que els membres de la segona classe anaven davant dels de la primera. Això s'explica perquè els membres de la segona classe anaven armats amb pílums, llances que permetien als hastats causar baixes a distància. També s'ha de tenir en compte que els principes es desplaçaven cap a un costat perquè hi havia l'espai que ocupava un maniple de principes entre cada un dels 15 maniples d'hastati que hi havia a la legió. Això es feia perquè, al començament de la batalla, els hastats delmaven les primeres files enemigues amb les pila i, un cop llançades totes les pila, els principes avançaven per a tancar el buit i formar així un front sòlid que impedia que l'enemic s'escolés per les files romanes. Aquesta formació se la coneixia amb el nom de quincux i en podeu veure un esquema a la següent Fitxer:
| Quincux: disposició dels maniples d'una legió |

Si la batalla anava malament i els principes i els hastats queien, els triaris s'encarregaven de defensar la retirada de l'exèrcit romà amb les seves llances en condicions normals. Si la situació era, però, desesperada, tant triaris com rorarii i accensi entraven en combat fent la mateixa maniobra que feien els principes i els hastats al principi de la batalla.
Com que durant els primers temps de la república l'exèrcit romà s'enfrontà contra pobles propers a Roma, això feu innecessari l'existència d'un aparell logístic digne d'aquest nom i, per tant, encara no n'hi havia.

#### Les guerres púniques
Les legions que s'enfrontaren a Cartago presentaven pocs canvis en comparació amb les del període anterior. No obstant això, cal remarcar-ne els canvis més importants.
El primer d'aquests fou l'aparició de la unitat militar anomenada vèlit, soldats que vestien amb pells de llop i amb una armadura lleugera. Aquests anaven armats gairebé només amb pílums i formaven davant de l'exèrcit abans de la batalla. La seva funció era delmar les files enemigues abans de l'atac amb pílums dels hastats, el qual acabava de delmar el front enemic proper a la legió. El canvi que significà l'aparició del vèlit fou que els hastats no havien de fer tants atacs amb els pílums, la qual cosa significava que estaven més frescos per entrar en el combat cos a cos.
El segon canvi important que patí la legió fou la destinació dels accensi i dels rorarii a la rereguarda de la legió romana, ben lluny d'aquesta i sense fer-los marxar amb la legió, fent que servissin de tropes de refresc si arribés a ser necessari afegir tropes a les files romanes durant una batalla. Aquest canvi es justifica pel fet que les guerres púniques suposaren l'aparició a l'exèrcit de la necessitat de desplaçar legions a grans distàncies, la qual cosa feia que s'encarís el desplaçament d'un gran exèrcit i els romans preferiren desplaçar a les zones en conflicte a les tropes estrictament necessàries. A més a més, i com es pot veure en l'apartat anterior, els rorarii i els accensi gairebé mai entraven en combat, la qual cosa les feia ser unes tropes gairebé inútils les quals eren només una càrrega per a la legió. Així doncs, tenim que la formació de combat en quincux d'una legió en l'època de les guerres púniques presentava el següent aspecte:
| Formació d'un exèrcit romà en l'època de les guerres púniques |

Un altre canvi important que patí la legió durant l'època de les guerres púniques fou l'aparició d'un aparell logístic fruit de les distàncies que en aquell moment havien de recórrer les legions. Tot i que se'n saben poques coses d'aquest primer aparell logístic, bé se'n poden apreciar les proves de la seva mal documentada existència. La prova de més significació fou l'homogeneïtzació de l'equipament d'alguns soldats, molts dels quals duien l'escut oval anomenat scutum i, després de la Segona Guerra Púnica, la famosa espasa anomenada gladius hispaniensis. Del funcionament d'aquest aparell logístic només en disposem informació sobre accions puntuals i se'n desconeix el funcionament exacte que s'usava per sistema. No obstant això, proves immediatament posteriors a les guerres púniques demostren que el funcionament per sistema d'aquest aparell logístic segurament era que les tropes avançaven i, des de la rereguarda, grans caravanes s'encarregaven de dur tot allò que fos necessari per al manteniment de l'exèrcit al front (aliment, beguda, armes noves, etc.) i, en cas de no poder rebre res des de la rereguarda o d'intercepció per part de l'enemic de les caravanes, l'exèrcit intentava aprofitar d'allò que estigués a l'abast en el terreny on es trobaven.
L'últim canvi significatiu que patí l'exèrcit romà durant les guerres púniques no afectà les legions però cal tenir-lo en compte. Es tracta de l'aparició d'una flota romana, la qual fou decisiva en alguns desembarcaments o batalles navals que permeteren arribar a la resolució de la Primera Guerra Púnica.

## Organització
Tot i que les legions romanes evolucionaren molt, a causa de les necessitats de cada època, es prenen les legions de l'època d'August com les legions clàssiques. Aquest període abasta des de la reforma de l'exèrcit que va fer el dictador Gai Mari fins al primer emperador August (De 107 aC a 14 dC) i és el període clau dins la història de les legions romanes. L'organització de les legions de l'època d'August era la següent:
| Unitat       | Descripció |
| Contubernium | Format per deu legionaris. Actuava com una família adoptiva dins la legió i s'establien relacions d'interdependència dins d'aquest                                                            |
| Centúria     | Formada per 10 contubernium, és a dir, 100 legionaris. Era comandada per un centurió, que es diferenciava dels legionaris pel seu equip per a fer-lo fàcilment recognoscible durant un combat |
| Maniple      | Format per dues centúries. Aquestes se superposaven, formant l'una darrera l'altra, cosa que permetia executar la maniobra de la formació quincux                                             |
| Cohort       | Formada per tres maniples. Se'n desconeix la disposició exacta d'aquestes en batalla |
| Legió        | Formada per 10 cohorts |

### Oficials

#### D'alta graduació
- Legatus legionis: El comandant suprem de tota la legió després de l'emperador. Era designat per l'emperador i havia de ser un tribú. Ocupava el càrrec durant 3 o 4 anys, segons la conveniència, tot i que podia romandre-hi més temps. A les províncies on només hi havia una legió, el legatus feia també les funcions de governador provincial i a les províncies on hi havia més d'una legió, es prenia el governador com un comandant suprem dels legatus de la legions, havent-hi només per damunt l'emperador i només davant d'aquest cedia la seva autoritat dins la legió.
- Tribunus laticlauius: Anomenat així per l'ampla toga que duia, que delatava la seva pertinença a la classe senatorial. Tot i que eren, generalment, més joves i menys experimentats que els Tribuni angusticlauii, els Tribunus laticlauius eren el segon comandant de la legió, just per sota del legatus.
- Praefectus castrorum: El prefecte del campament. Es tractava, normalment, d'un veterà que duia molt temps servint a la legió i que havia pujat de grau dins l'escala dels centurions. Era el tercer comandant en importància de la legió.
- Tribuni angusticlaui: Cada legió tenia 5 tribuns de la classe social dels equites (cavallers). Sovint eren oficials de carrera i s'encarregaven de la majoria de tasques administratives de la legió. Tot i la seva importància administrativa dins la legió, seguien servint com a guerrers.
- Primus pilus: "La primera espasa" (primus pilus) era el cap dels centurions de la legió. Era el primer centurió de la primera cohort i també el primer a entrar en combat. Quan es retirava, accedia a la classe social dels eqüestres. Tenia un sou 60 vegades superior al dels soldats rasos.

#### De mitjana graduació
Centurió: Cada legió tenia 59 o 60 centurions, un per a cada una de les centúries de les 10 cohorts. Eren la columna vertebral de la legió professional i també els oficials que s'encarregaven del dia a dia dels seus homes i de donar-los les ordres en el camp de batalla. S'organitzaven en diferents rangs. Cada maniple tenia dues centúries, això feia que hi hagués un primer centurió i un segon centurió dins de cada maniple. Per tant, tot i que es desconeix quin era el sistema d'ascensos que conduïen un centurió a ser el primus pilus de la legió, la hipòtesi més estesa diu que els primers centurions de la primera cohort (coneguts amb el nom de pilus prior) eren el grau màxim dels centurions abans del primus pilus mentre que els segons centurions de la novena cohort eren el grau més baix. No obstant aquesta jerarquització de les cohorts, hi ha casos documentats en els quals l'emperador fa ascendir un centurió de grau sense seguir aquest ordre, però aquesta era només una mesura extraordinària que s'aplicava en temps de guerra.

#### De baixa graduació
- Aquilifer: Només n'hi havia un a cada legió. L'aquilifer carregava l'estendard o l'àguila de la legió. Era una posició d'enorme prestigi. La pèrdua de l'àguila es considerava un gran deshonor i, si calia, tots els legionaris morien per a evitar que caigués en mans enemigues. Tot i que es desconeix a quin grau ascendien els aquilifer, generalment es creu que ascendien a centurions. Els aquiliferi tenien un sou dues vegades més alt que el dels soldats rasos.
- Signifer: Cada centúria tenia un signifer, això fa uns 59 en total. Era el responsable de fer arribar als homes els seus sous i dels seus estalvis i també de portar el signum de la centúria, el qual consistia en el mànec d'una llança decorat amb medallons i, sovint, tenia a la punta una mà oberta que simbolitzava el jurament de lleialtat dels soldats. Aquest era el símbol al voltant dels quals els soldats s'havien de reunir. Un soldat podia ascendir a discentes signiferorum, és a dir, a singifer en entrenament. El signifer tenia un sou dues vegades més alt que el d'un soldat ras.
- Optio: N'hi havia un per centúria (59), eren nomenats pel centurió i eren el seu ajudant de camp i el seu segon comandant. Tenia un sou dues vegades més alt que el d'un soldat ras.
- Tesserarius: N'hi havia un per centúria (59) i s'encarregaven d'ajudar a l'optio i d'acotar de segons d'aquest. Tenien un sou una vegada i mitja més alt que el d'un soldat ras.
- Cornicen: Ajudaven als signiferi a centrar l'atenció cap al seu signum o de transmetre les ordres del centurió amb la seva corneta. N'hi havia un per maniple i cobrava el mateix sou que un soldat ras.
- Imaginifer: Només n'hi havia un per legió. Carregava l'estendard amb la imatge de l'emperador, recordant als soldats la lleialtat que li havien de tenir. Cobrava el mateix sou que un legionari.

### L'organització en altres períodes

#### Monarquia

##### La monarquia llatino-sabina
Durant la monarquia llatino-sabina, període de la història de Roma que abasta des del rei Ròmul (753 aC) fins al rei Anc Marci (617 aC) l'exèrcit romà es fonamentava en l'organització de la mateixa ciutat. La ciutat de Roma estava, aleshores, dividida en tres tribus: llatins, sabins i etruscs. Cada una d'aquestes tribus es dividia en 10 curiæ o barris, cada curia es dividia en 10 gentes o illes de cases. Cada curia es veia obligada a aportar una centúria, és a dir, 100 homes que lluitaven a peu i una decúria, és a dir, 10 cavallers. Això feia que els efectius d'aquest primer exèrcit fossin de 3300 homes, els quals només obeïen al rei. A causa del reduït nombre d'efectius d'aquest primer exèrcit tot els oficials tenien un grau, el de pretor.

##### La monarquia etrusca
Després de la fi del regnat del rei Anc Marci, uns reis de la tribu dels etruscs van prendre el poder des de la pujada al poder del rei Tarquí Prisc (578 aC) fins a la fi del regnat de Tarquí el Superb i la proclamació de la república (509 aC). Aquests, entre altres coses, modificaren l'estructura de l'exèrcit fent que imités l'estructura de les falanges gregues d'Alexandre el Gran. No obstant això, l'exèrcit romà i la seva organització seguiren tenint algunes peculiaritats que el diferenciaven de les falanges macedòniques. La que cal destacar més és la divisió en classes segons el poder adquisitiu des ciutadans que va fer el rei Servi Tul·li. Aquesta reforma, que permetia que els ciutadans més rics tinguessin un equipament millor, va persistir durant els últims reis de la monarquia i tot el període republicà, fins a la reforma de Gai Màrius.

#### República

##### Tipus d'unitats
Durant la república les legions (a excepció de les consulars) eren forces efímeres que es llicenciaven quan ja no feien falta. Per això, les legions republicanes encara no eren professionals, la qual cosa feia que no fossin encara cossos gairebé exclusius d'infanteria, com passà a l'imperi, sinó que mesclaven cavalleria i infanteria. Les legions republicanes es formaven de 3000 homes. Així es feia la repartició de les tasques:
Cavalleria: Era la unitat més prestigiosa de la legió i, com que en època republicana els soldats encara s'havien de pagar el seu equip, es formava exclusivament d'aristòcrates. Eren 300 homes del total i es dividien en 10 grups de 30 genets cada un, aquesta unitat de cavalleria rebia el nom de decuria i depenia d'un decurió. El seu equipament solia ser un escut ovalat, un casc, una espasa, una armadura corporal i unes quantes javelines. Juntament amb aquesta cavalleria, que bé es podria anomenar pesant, n'hi havia una altra de lleugera, formada pels joves que encara no podien entrar a l'exèrcit, l'equipament dels quals el pagava l'Estat. Però aquest últim cos només es reclutava quan un cònsol ho creia oportú i, per tant, se'n sap ben poca cosa.

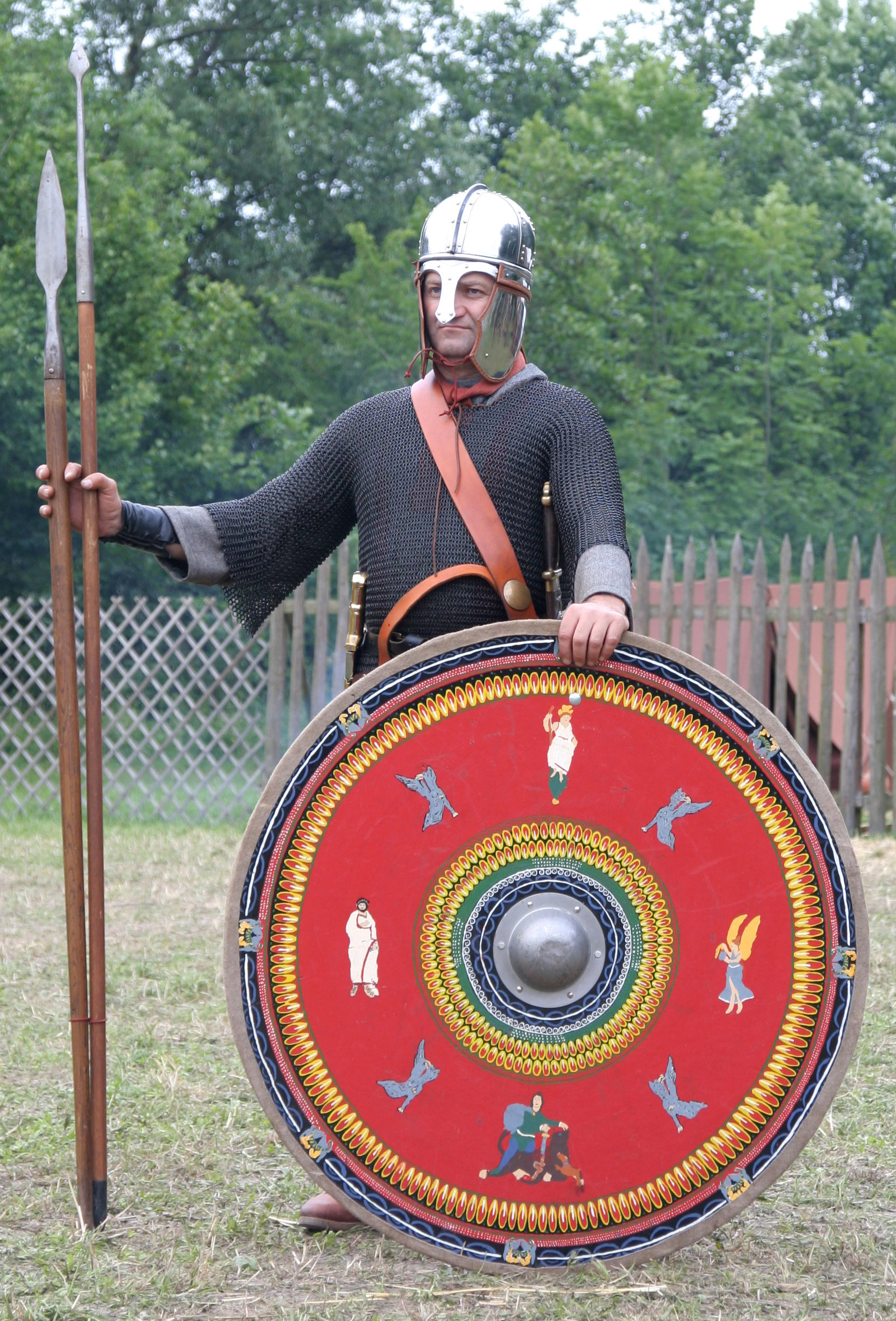
Recreació d'un vèlit

Infanteria lleugera: O més coneguts amb el nom de vèlits, eren llançadors de javelina que s'encarregaven de delmar les files enemigues des de certa distància. No formava part de la legió i es reclutava segons la conveniència. Cal tenir en compte que el vèlits van aparèixer durant les guerres púniques.
Infanteria pesant: Dels 3000 homes que formaven una legió republicana, 2700 eren infants. Aquests es dividien en diferents classes segons la seva riquesa i, per tant, l'armament que es poguessin permetre. Aquestes classes eren cinc, però només les tres més riques i més ben equipades entraven en combat. Aquestes eren:
- hastats: Eren la segona classe. També eren els més joves i formaven la primera línia en combat.
- principes: La primera classe. Formada per homes de mitjana edat, duien el millor equipament i formaven a la segona línia en combat.
- triaris: La tercera classe. Eren els més veterans també. Duien el pitjor equipament i formaven a la tercera línia en combat. Només entraven en combat en situacions extremes.

##### Organització de les legions republicanes
Les legions republicanes s'organitzaven en ordines. Aquests ordines es formaven de cinc maniples en els primers temps de les legions. Cada maniple era d'una classe diferent. En total, la legió es formava de 15 ordines. La legió era comandada pels tribunus laticlauius, els quals, en època republicana, desenvolupaven la mateixa tasca que el legatus legionis imperial, però turnant-se el comandament de la legió cada dia. Els cònsols eren els caps de l'exèrcit romà. Es dividien el total de les forces en dos per evitar que l'un tingués més poder que l'altre. Per tant, el màxim cap de l'exèrcit era l'un o l'altre, depenent de a quin dels dos cònsols depengés la legió.
Durant les guerres púniques l'exèrcit romà patí grans canvis a causa del poderós enemic que havia de batre. El canvi que més afectà a les legions fou la desaparició de les classes dels rorarii i dels accensi, els quals es convertiren en vèlits que s'encarregaven de delmar les files enemigues abans del combat. També cal tenir en compte l'aparició de l'aparell logístic, el qual va permetre a les legions romanes abastar les grans disntàncies que havien de recórrer pel Mediterrani, i també l'aparició de la flota romana, la qual es combinava amb les legions en operacions amfíbies.

#### Imperi
Des de la reforma de Màrius fins a l'emperador Trajà les legions van patir pocs canvis. Màrius, Cèsar, August i Trajà són les figures cabdals d'aquest període d'esplendor de les legions. Tanmateix, cent anys després de la mort de Trajà, l'imperi, i amb ell les seves legions, ja havien entrat en decadència. Tot i que és difícil establir una línia clara en aquest període caòtic que abasta des de l'any 200 fins a la caiguda de l'imperi l'any 476, val a dir que el procés de degradació de l'organització de les legions romanes passà per una fase de barbarització i mercenarització que acabaria dinamitant l'organització tradicional. Així doncs, a mesura que els mercenaris germànics s'anaven apoderant de les legions, anaven germanitzant la seva estructura i, a causa de la crisi econòmica que patia l'imperi, també s'anava localitzant per fer-la més apta als recursos disponibles a la regió on estaven destinades. Aquest procés de barbarització, el qual establí polítiques militars esquizofrèniques, ja que el centre dels exèrcits germànics era la cavalleria, a diferència de les legions romanes, basades en la infanteria, acabaria esborrant l'organització tradicional de les legions molt abans de la caiguda de l'imperi.

## Armes i equipament. Numeració
Totes les armes i equips que s'utilitzaren en les legions romanes durant les batalles van estar en constant perfeccionament.

### Equip de combat
L'equip de combat dels oficials romans variava molt depenent de la importància de l'oficial. Així doncs, l'equip d'un legat no s'assemblava gaire al d'un primus pilus. Així doncs, per simplificar-ho i fer-nos només una idea aproximada de l'equip d'un oficial d'alt rang, només veurem l'equip de combat dels oficials més importants, és a dir, el del legat i el del tribú.

### Armes defensives
Equip per a la defensa:

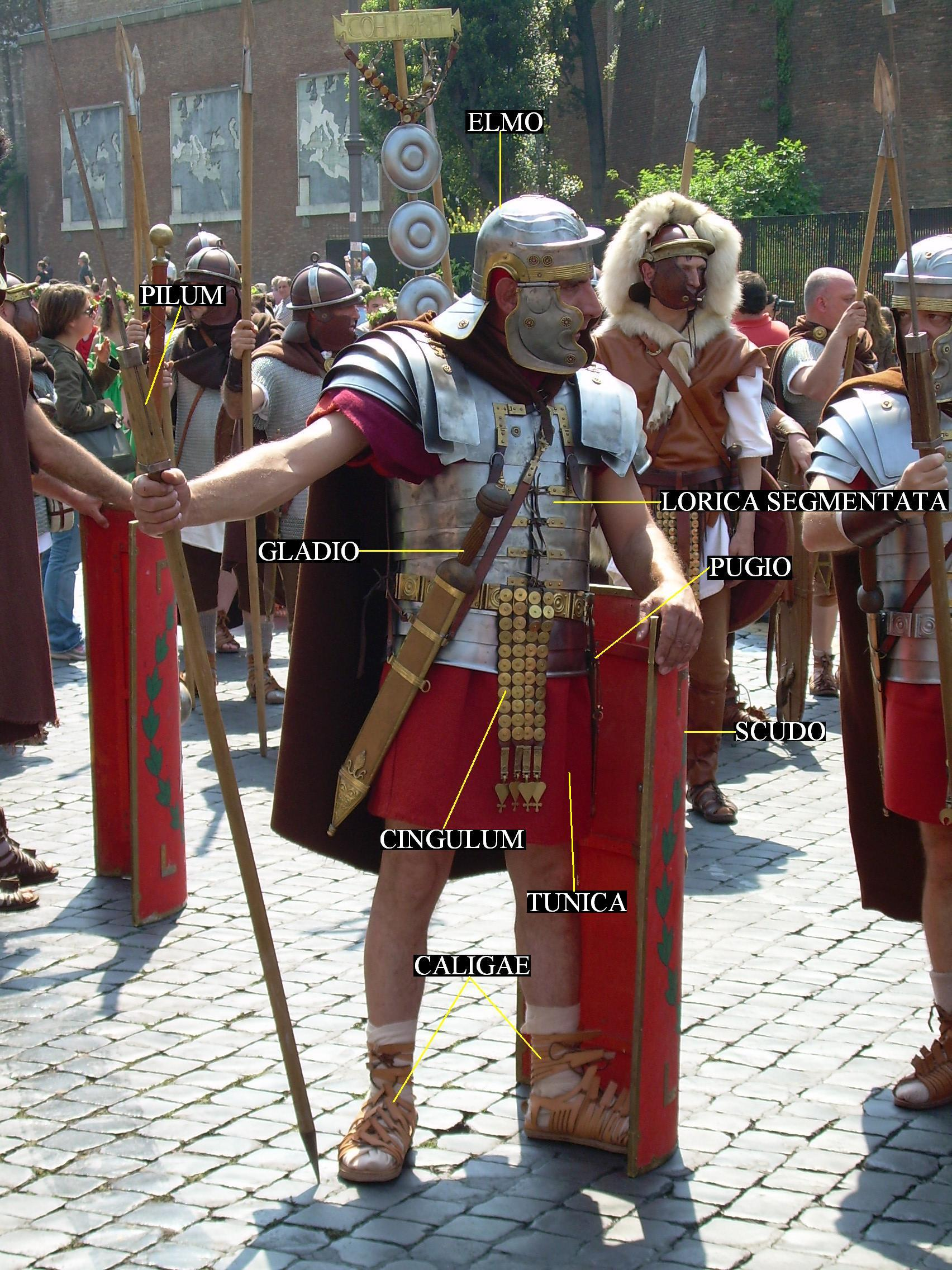
Legionari amb tot l'equip

- Lorica, armadura, hi havia diverses opcions (segons el període): lorica hamata, lorica squamata, lorica segmentata, lorica musculata i totes van ser flexibles i resistents.
- Scutum, escut, estava decorat d'acord amb la unitat on s'utilitzaven.
- Balteus, cinturons militars, Militaris cíngol, utilitzat per portar armes.
- Cassis, casc, protegia el cap, el coll i les orelles. Podia haver-hi cresta però només per als oficials i sotsoficials.
- Caligae, sandàlies utilitzades per a la marxa
- Túnica, vermella eren comuns a tots els legionaris.

### Armes ofensives
La majoria de les armes ofensives que són utilitzats pels legionaris:
- Gladius, una espasa amb una fulla d'uns 50-55 cm de llarg (fins a 70 cm), se solia portar lligada al cintura en el costat dret.
- Pílum, espècie de venable, del qual ni havien dos classes el pesant i el lleuger, es llançava als enemics obligant-los a aproximar-se també s'utilitzava per deixar inutilitzats els escuts.
- Pugio, daga que se solia portar al cinturó.

### Numeració de les legions
La numeració de les legions, indicada amb un nombre romà, pot portar a confusió. Sota la República, les legions es formaven a l'hivern per a la campanya que s'havia de dur a terme l'estiu següent i es dissolien en acabar-la. La seva numeració corresponia a l'ordre en què es reclutaven els soldats per formar-la. La mateixa legió podria portar un número d'ordre diferent d'un any a un altre. Els números I a IV estaven reservats a les legions comandades pels cònsols. Durant l'Imperi, els emperadors van numerar les legions que aixecaven a partir de "I", però aquest ús va patir moltes excepcions. El mateix August va heretar legions que ja portaven un número, que van conservar. Vespasià va donar a les legions que va crear els números d'ordre d'altres legions ja dissoltes. La primera legió de Trajà portava el número XXX, ja que n'existien 29 d'anteriors. Podria passar, a l'època republicana, que existissin simultàniament dues legions amb el mateix número d'ordre, i per això s'hi va afegir un cognomen o qualificatiu que indicava: l'origen dels legionaris (Legio Italica = originari d'Itàlia); un poble derrotat per aquesta legió (Parthica = que havia vençut els parts); el nom de l'emperador o de la seva gens tant si l'havia reclutat ell mateix com si se li havia posat el nom en el seu honor (Galliena, Flavia); o també podia indicar una qualitat especial d'aquella legió (Pia fidelis = 'lleial i fidel'). El qualificatiu "Gemina" designava una legió reconstituïda a partir de dues o més legions quan el nombre de legionaris havia disminuït pels combats.

## Durada del servei
La durada del servei militar d'un legionari era, en la República primerenca, la de la durada de la campanya militar, i amb les Reformes de Mari al segle ii aC el servei es va normalitzar en setze anys. En el 13 aC, August va establir que el servei havia de ser de 16 anys, i dotze pels pretorians. i l'any 5 el període de servei va ser augmentat a vint i setze anys respectivament. El legionari rebia una paga pels seus serveis i, en retirar-se, terres o, a partir d'August, un premi en metàl·lic abonat per l'Aerarium Militaris.

## L'alimentació
El legionari de les Legions Romanes, menjava sobretot farinetes. Cada legionari disposava d'una quantitat entre 30 i 40 kg. de farina al mes, principalment de blat, amb la qual ell mateix es feia una espècie de sopa o farinetes denominada puls o polentum que n'era la base de la seva alimentació, com la polenta actual.
També menjaven algunes verdures, com cebes i alls, condimentades amb oli i vinagre. El vinagre era important perquè servia bàsicament per depurar l'aigua, i en feien una beguda anomenada posca. Les proteïnes d'animals procedien sobretot de les gallines, que eren petites i fàcils de transportar, així com perquè donaven ous. En els campaments estables no hi mancaven els magatzems de cereals. Els legionaris menjaven a hores determinades. Al matí el prandium, i a la tarda abans de fer-se fosc la cena. Un element indispensable era la sal. De la quantitat de sal que rebia cada legionari deriva el nom de salari o paga.